# فرنسيس تورنر
فرنسيس تورنر (1 مارس 1890 في المملكة المتحدة - 21 نوفمبر 1979 في المملكة المتحدة) (بالإنجليزية: Francis Turner)‏ هو لاعب كريكت بريطاني (وحمل سابقاً جنسية المملكة المتحدة لبريطانيا العظمى وأيرلندا). لعب مع نادي مقاطعة هامبشاير للكريكت ‏.

## وصلات خارجية
- فرنسيس تورنر على موقع إي آس بي آن كريك إنفو (الإنجليزية)